# Ralph Baldock
Ralph Baldock († 24. Juli 1313 in Stepney) war ein englischer Geistlicher. Ab 1304 war er Bischof von London. 1307 diente er kurzzeitig als königlicher Kanzler.

## Aufstieg zum Bischof
Die Herkunft von Ralph Baldock ist unbekannt. Möglicherweise benannte sich seine Familie nach Baldock in Hertfordshire, wo sein mutmaßlicher Bruder Thomas Catel Grundbesitz besaß. Ein weiterer Bruder namens Richard diente 1325 als königlicher Beamter und war Kanoniker in Salisbury und York, dazu ist ein Master Robert Baldock bekannt, der vermutlich sein Neffe war. Ralph Baldock wird erstmals im Februar 1275 erwähnt, als er Rektor von Little Woolstone in Buckinghamshire wurde. Er hielt eine Pfründe an der Londoner St Paul’s Cathedral und wurde vor Juni 1278 Archidiakon von Middlesex. 1294 wurde er Dekan von St Paul’s. Als Dekan verfasste er eine umfassende und für das mittelalterliche England einzigartige Sammlung der Regeln und Bräuche an der Kathedrale. Am 23. oder 24. Februar 1304 wurde er zum Bischof der Diözese London gewählt. Gegen seine Wahl legten drei Kanoniker beim Papst Einspruch ein, die während der Vakanz der Diözese London von Erzbischof Robert Winchelsey abgesetzt worden waren. Baldock konnte Papst Clemens V. jedoch von der Rechtmäßigkeit seiner Wahl überzeugen und wurde am 30. Januar 1306 in Lyon zum Bischof geweiht.

## Bischof von London
Papst Clemens V. beauftragte Baldock 1306, in Hereford die Bischof Thomas de Cantilupe zugeschriebenen Wunder zu untersuchen, nachdem dessen Heiligsprechung beantragt worden war. Während des Parlaments von Carlisle im Januar 1307 wurde er als Mitglied des königlichen Rats vereidigt. Im April 1307 ernannte ihn König Eduard I. zum Kanzler, doch verlor er dieses Amt bereits im Juli des Jahres mit dem Tod des Königs. Im August 1309 bewies er seine Loyalität zum neuen König Eduard II., als er an dessen Parlament in Stamford teilnahm. Gegen die Herrschaft des Königs bildete sich eine Adelsopposition, und Baldock wurde als einer von fünf Bischöfen im März 1310 zu einem der Lords Ordainer gewählt. Dieses Komitee erarbeitete die Ordinances, ein Reformprogramm für die Regierung, das 1311 veröffentlicht wurde. Ende 1311 nahm Baldock am Konzil von Vienne teil, weshalb er 1312 bei dem bewaffneten Machtkampf zwischen dem König und der Adelsopposition unter dem Earl of Lancaster keine Rolle spielte. Während Baldocks Amtszeit wurden Teile der St Paul’s Cathedral neu errichtet, vor allem die Lady Chapel. In seinem Testament vermachte er Mittel zur Vollendung der Kapelle, in der er schließlich auch beigesetzt wurde. Zu seinen Testamentsvollstreckern gehörte sein mutmaßlicher Neffe Robert Baldock, der später ebenfalls königlicher Kanzler wurde.
Baldock war ein gebildeter Theologe, der bei seinem Tod 126 Bücher besaß. Seine Büchersammlung umfasste vornehmlich Titel über Theologie und Kanonisches Recht, aber auch über Medizin und Geschichte. In St Paul’s förderte er theologische Lesungen, und er selbst verfasste eine Geschichte Englands, die im 16. Jahrhundert noch erhalten war, aber heute als verloren gilt.